# Малый (Львовская область)
Малый (укр. Малий) — село в Рава-Русской городской общине Львовского района Львовской области Украины.
Население по переписи 2001 года составляло 55 человек. Занимает площадь 1,42 км². Почтовый индекс — 80318. Телефонный код — 3252.

## История
В 1946 г. Указом ПВС УССР хутор Малое Голое переименован в Малый.